# Ernst Eisenlohr
Ernst Eisenlohr (* 12. November 1882 in Heidelberg; † 20. Januar 1958 in Badenweiler) war ein deutscher Diplomat und Kommunalpolitiker.

## Leben

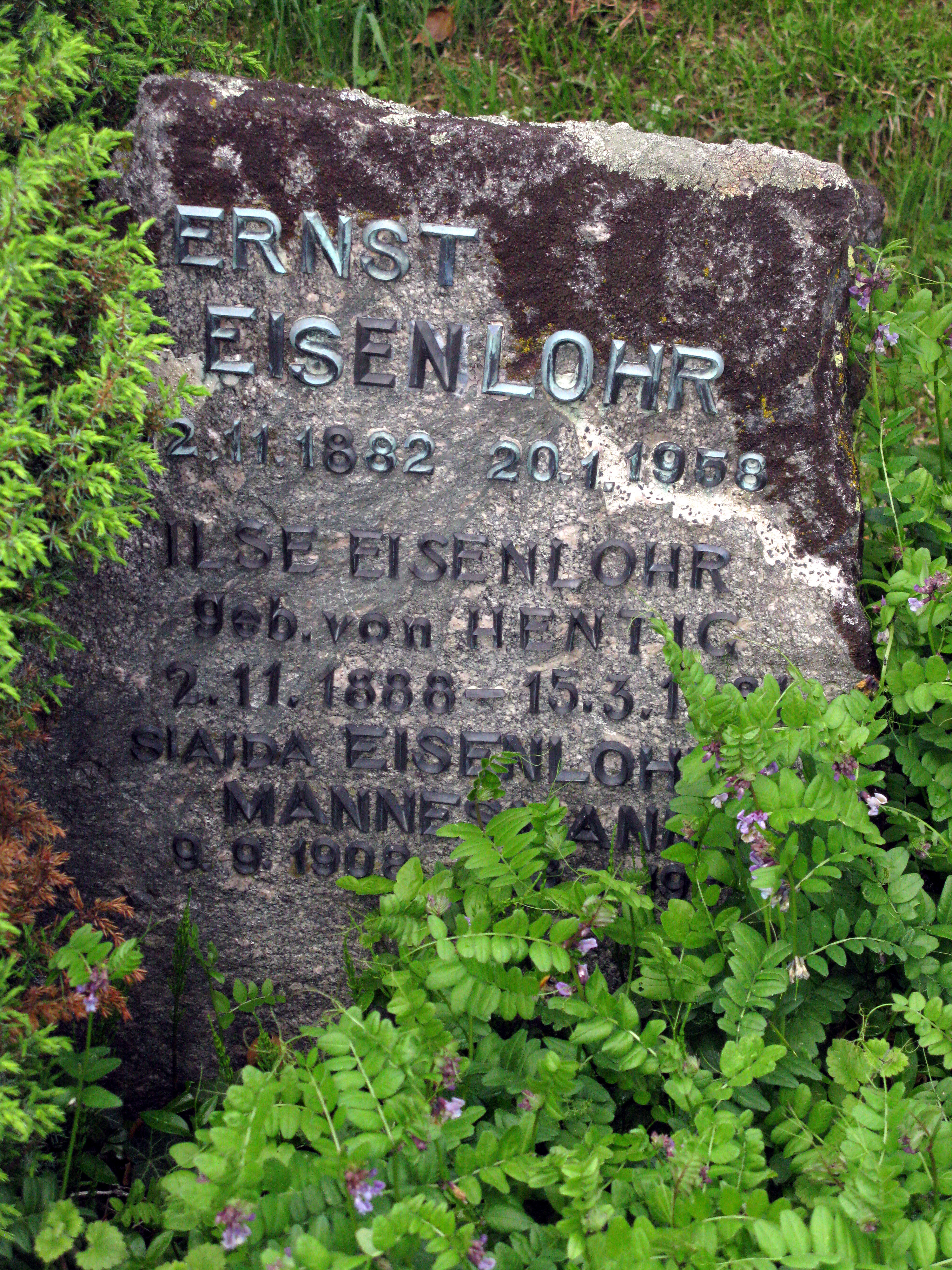
Grab von Ernst Eisenlohr auf dem Friedhof Badenweiler-Lipburg

Eisenlohr wurde als Sohn des Ägyptologen August Eisenlohr und dessen Frau Sofie Schreiber in Heidelberg geboren. Zwischen 1900 und 1904 studierte er an den Universitäten Heidelberg und Berlin Rechtswissenschaften und trat zum 1. Oktober 1904 in den badischen Justizdienst ein. Er war Mitglied der Studentenverbindung Rupertia Heidelberg.  1905 wurde er zum Doktor der Rechte promoviert und meldete sich dann als Einjährig-Freiwilliger. Im November 1909 absolvierte Eisenlohr das Assessorexamen und trat 1911, nach einer kurzen Beurlaubung zum Sprachenstudium, in den auswärtigen Dienst ein. Nach Kriegsteilnahme am Ersten Weltkrieg und Ausbildungsstationen in São Paulo, Lissabon und Belgrad war er von 1931 bis 1936 Gesandter in Athen und ab 1936 in Prag. In diesem Amt war er einbezogen in die Destabilisierung der Tschechoslowakei in Vorbereitung ihrer Annexion. Vorgeblich und in diesem Sinne habe er die Interessen des Deutschen Reichs gegen die nach Prag geflüchteten deutschen Exilanten zu vertreten gehabt. So denunzierte er in einem Bericht am 20. Mai 1936 Thomas Mann, der „sich nunmehr restlos mit den Zielen der deutschfeindlichen Emigration identifiziert.“ Diese Aktivitäten waren Bestandteil der seit 1937 intensiv durch die NS-Regierung in Berlin betriebenen Destabilisierung des Landes. Später bestritt er, dass er seinerzeit aus Berlin den Auftrag erhalten habe, von der tschechischen Regierung die Ausweisung des Vorstandes der Sopade zu verlangen. Eisenlohr wurde dann 1938 während der Sudetenkrise von Andor Hencke abgelöst und ins Auswärtige Amt einberufen, wo er bis 1943 beschäftigt war.
Eisenlohr war nicht der NSDAP beigetreten, ließ sich aber aus Korpsgeist nach dem Krieg von den nationalsozialistischen Kollegen im Auswärtigen Amt dazu bringen, für sie Persilscheine zu schreiben.
Von 1946 bis 1955 war Eisenlohr Bürgermeister von Badenweiler, die Gemeinde hat ihm eine Straße gewidmet. Im Wilhelmstraßen-Prozess gegen Ernst von Weizsäcker im Juni 1947 bekundete er, dass der Staatssekretär in der schweren Zeit des Nationalsozialismus ein mutiges und standhaftes Verhalten in den Tag gelegt habe. Dieses sei für die Zeit nach dem Krieg und den nun notwendigen Wiederaufbau des Auswärtigen Amtes ein richtungsweisendes Vorbild. Sein Nachlass wird im Politischen Archiv des Auswärtigen Amts verwahrt.
Sein Bruder war der Professor für Chemie Fritz Eisenlohr (1881–1957).